# 菊原結里
菊原 結里（きくはら ゆり、1997年7月19日 - ）は、日本の女優、タレント。愛媛県出身。（株）TOKYO ARTISTS AGENCY所属。
愛媛県のご当地アイドルひめキュンフルーツ缶の元メンバー。別名義に菊原 結里亜(きくはら ゆりあ)、原 結里(はら ゆり)。
叔父は放送作家の菊原共基。

## 来歴
2010年に愛媛県のご当地アイドルひめキュンフルーツ缶の研修生としてデビュー。同年10月に正規メンバーに昇格。
2017年10月末をもって、他のメンバーと共にひめキュンを卒業。
ひめキュン卒業後は女優に転向し、2018年1月・2月に舞台『巡礼』で女優デビュー。同年春から仕事の拠点を愛媛から東京に移し、同年10月には初の一人舞台『無色透明』に挑戦。2021年3月より（株）TOKYO ARTISTS AGENCYに所属し、映画・ドラマ・舞台と活躍の幅を広げる。

## 出演
映画
- お終活 熟春!人生、百年時代の過ごし方 （2021年5月21日、 イオンエンターテイメント配給・香月秀之監督作品　）- 若き日の千賀子役
- 菊原結里映画祭（2021年8月28日、シネマハウス大塚）[5][6][7]
  - ひとりごと（脚本・監督 鳥海雄介）[8]
  - さよならリゾート（監督・脚本 有馬尚史）[9]
  - においますね（監督・脚本　山田篤宏）[10]
  - おばけと電波（監督・沢村東次）[11]
  - ふたりのひとりっこ（監督・大木里花子）[12]
  - MASK（監督・桑島憲司）[13]

テレビドラマ
- 警視庁強行犯係・樋口顕 第1話（2021年1月15日、テレビ東京） - 高橋ゆり役[14][15][16]
- ライオンのおやつ 最終回（2021年8月15日、NHKBSプレミアム）[17][18]
- ドクターホワイト 第1話・第8話・第10話（2022年1月17日・3月7日・3月21日、関西テレビ・フジテレビ系）- 看護師 役[19][20][21]
- ユーチューバーに娘はやらん! 第2話（2022年1月24日、テレビ東京）[22]
- アイドル誕生　輝け昭和歌謡（2023年12月1日、NHK BSプレミアム4K/2024年1月2日、NHK BS） - 出場歌手役[23][24]
- 院内警察 第8話（2024年3月1日、フジテレビ）[25][26]
- 民王R 第7話 （2024年12月3日、テレビ朝日） - 一ノ瀬役 [27][28]

Webドラマ
- ながれぼし / Miyuu "yellow light tonight”    （2020年12月18日、avex YouTube）[29][30]
- ショートボイスドラマプロジェクト『To→You』4月度マンスリーゲスト（2021年4月14日・21日・28日）[31][32]
- ショート・プログラム 「ゆく春」（2022年3月1日、Amazon Prime Video）[33]
- 大病院占拠前 the night before -　上総多江役（2023年3月11日・3月18日、Hulu）[34]
- 僕の手を売ります 第3話 - 大学院生役（2023年10月27日、FOD・Amazon Prime Video）[35]

MV
- BODYMOVES!（西寺郷太（NONA REEVES））[36]

CM
- JRA-VAN スマッピー投票（JRA）[37]
- アレスホーム（アレスホーム）
- レデイ薬局（レデイ薬局）
- しまむらファイバーヒートweb CM「母からのエール」編（しまむら）
- HAMIRU西伊豆 西伊豆天空テラス（Resort＆spa雲風々）
- 関東電気保安協会 「安全のプロ」（関東電気保安協会）
- ジェイリース 「オフィスにて...」（ジェイリース株式会社）

広告
- セコム医療システム
- 平和不動産株式会社
- なないろ生命[38][39]
- JA共済連愛媛[40][41]

バラエティ
- ふるさと絶賛バラエティ いーよ!（テレビ愛媛）
- マツコ&有吉 かりそめ天国（テレビ朝日）
- ぐるぐる音泉（テレビ愛媛）

ラジオ
- 愛媛日産自動車プレゼンツ ゆりあの夜食代わり（南海放送ラジオ）
- 原結里のMOTTO!!（南海放送ラジオ）

舞台
- 巡礼（2018年1月20日-21日・2月11日-13日、シアターねこ・YCCヨコハマ創造都市センター3F）- 本人役
- 無色透明（2018年10月12日、RAFT）
- 注意書きの多い料理店（2019年4月17日 - 21日、築地本願寺ブディストホール）- 雨宮クルミ役
- リアル、ちょっとムズい。（2019年8月7日-12日、小劇場B1）- 葉月円花役
- 暫しのおやすみ（2021年10月2日-10日、駅前劇場） - 主演・みなみ役[42][43][44]